# 盔舟螺
盔舟螺（学名：Carpiscula galearis），又名盔鞋螺，是海兔螺科鞋螺属的一种。鞋螺属舊屬卵梭螺亚科，今屬始寶螺亞科。

## 分佈
分布于日本、泰国，包括东中国海、南中国海等海域，营寄生生活，栖息于潮下带、水深30-121m泥沙质的海底以及常寄生在柳珊瑚上面。该物种的模式产地在泰国普吉岛。

## 外部連結
- 維基物種上的相關：盔舟螺